# O. Timothy O'Meara
Pour les articles homonymes, voir O'Meara.
Onorato Timothy O'Meara (29 janvier 1928 au Cap (province du Cap, Union d'Afrique du Sud) - 17 juin 2018) est un mathématicien américain.
Il est connu pour ses travaux en théorie des nombres, sur les groupes linéaires (en) et sur les formes quadratiques.

## Carrière
O. Timothy O'Meara était provost emeritus et professeur émérite de mathématiques à l'université de Notre Dame.
O'Meara est l'auteur de Symplectic Groups, Introduction to Quadratic Forms et de The Classical Groups and K-Theory (co-auteur Alexander J. Hahn (de)).
En 2008, la bibliothèque de mathématiques de l'université de Notre Dame est dédiée et nommée en son honneur.
Il meurt le 17 juin 2018 à l'âge de 90 ans.

## Publications

### Livres

#### En anglais
- Introduction to Quadratic Forms, Classics in Mathematics (1963[2], 2000), Springer,  (ISBN 3540665641)
- Lectures on linear groups, (1974), American Mathematical Society,  (ISBN 0-8218-1672-1)
- Symplectic Groups (1978)[3], American Mathematical Society,  (ISBN 0821815164)
- The Classical Groups and K-Theory (1989)[4], co-author, Alex Hahn, Springer,  (ISBN 3642057373)

### Sélection d'articles

#### En anglais
- « Witt's theorem and the isometry of lattices », Proc. Amer. Math. Soc., vol. 7,‎ 1956, p. 9–22 (DOI 10.2307/2033236)
- « Basis structure of modules », Amer. Math. Soc., vol. 7,‎ 1956, p. 965–974 (DOI 10.2307/2033023)
- « Integral equivalence of quadratic forms in ramified local fields », American Journal of Mathematics, vol. 79, no 1,‎ 1957, p. 157–186 (DOI 10.2307/2372391)
- « Infinite dimensional quadratic forms over algebraic number fields », Proc. Amer. Math. Soc.,‎ 1959, p. 55–58 (DOI 10.2307/2032887)
- « On the finite generation of linear groups over Hasse domains », J. reine angew. Math., vol. 217, no 79,‎ 1965, p. 79–108 (DOI 10.1515/crll.1965.217.79)
- Avec Barth Pollak: « Generation of local integral orthogonal groups », Mathematische Zeitschrift, vol. 87, no 3,‎ 1965, p. 385–400 (DOI 10.1007/BF01111720)
- « The automorphisms of the orthogonal groups Ωn(V) over fields », American Journal of Mathematics, vol. 90, no 4,‎ 1968, p. 1260–1306 (DOI 10.2307/2373300)
- « Group-theoretic characterization of transvections using CDC », Mathematische Zeitschrift, vol. 110, no 5,‎ 1969, p. 385–394 (DOI 10.1007/BF01110686)
- « The automorphisms of the orthogonal groups and their congruence subgroups over arithmetic domains », J. reine angew. Math., vol. 238,‎ 1969, p. 169–206 (DOI 10.1515/crll.1969.238.169)
- « The construction of indecomposable positive definite quadratic forms », J. reine angew. Math., vol. 276, no 99,‎ 1975, p. 99–123 (DOI 10.1515/crll.1975.276.99)
- « A general isomorphism for linear groups », Journal of Algebra, vol. 44, no 1,‎ janvier 1977, p. 93–142 (DOI 10.1016/0021-8693(77)90167-3)
- « The Idea of a Catholic University: A Personal Perspective », Marquette Law Review, vol. 78, no 2,‎ hiver 1995, p. 389–396 (lire en ligne)

### Sources
- (en) « Realizing Fr. Ted's Vision » par Alexander J. Hahn, sur ndsmcobserver.co, avril 2015
- (en) About the O'Meara Mathematics Library, Hesburgh Libraries, sur library.nd.edu